# Kärrguldvinge
Kärrguldvinge, Lycaena dispar, är en intensivt orange fjäril som förekommer vid fuktiga gräsmarker i Europa och österut genom Asien till Mongoliet. Den är upptagen på IUCN:s rödlista som missgynnad och i Storbritannien är den försvunnen.

## Utseende
Kärrguldvinge har ett vingspann mellan 35 och 39 millimeter. Hanen är på ovansidan lysande orange. Mitt på framvingen finns en liten avlång mörkbrun fläck och både framvingens och bakvingens ytterkanter är mörkbruna. Honan skiljer sig på ovansidan i utseendet jämfört med hanen. Framvingen är ljusare orange med flera rundade mörkbruna fläckar och en bredare mörkbrun ytterkant. Bakvingen är mörkbrun med ett något vågigt orange band nära ytterkanten. På undersidan är dock könen mycket lika varandra. Framvingen är orange med ljust gråbrun ytterkant. Bakvingen är ljust blågrå med ett orange band vid ytterkanten. Både framvingen och bakvingen är mönstrade med mycket mörkt bruna fläckar, flera av dem omringade med vitt.
Larven är grön, ganska tjock på mitten och blir upp till 20 millimeter lång.

## Bildgalleri

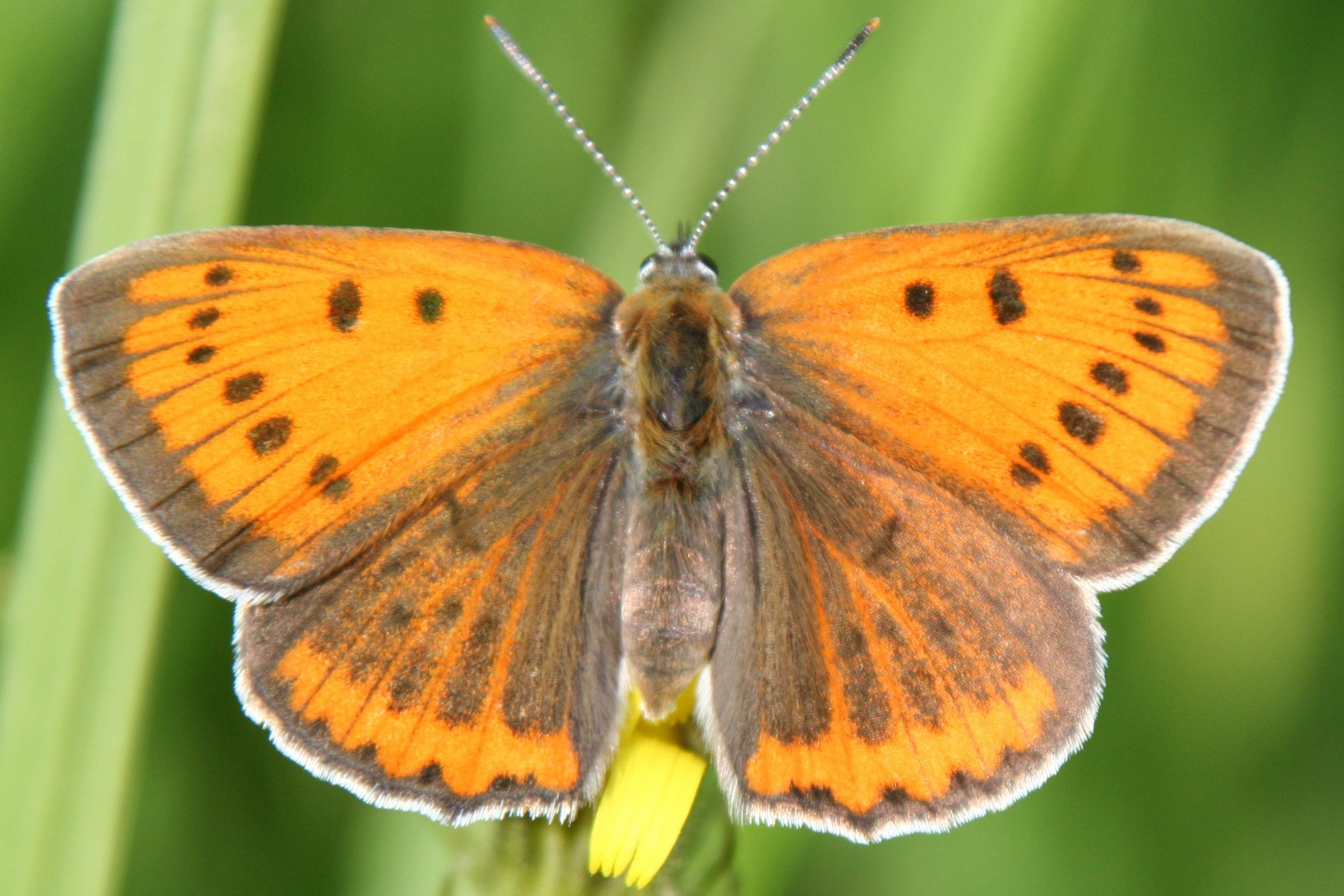
Imago fjäril, hona.
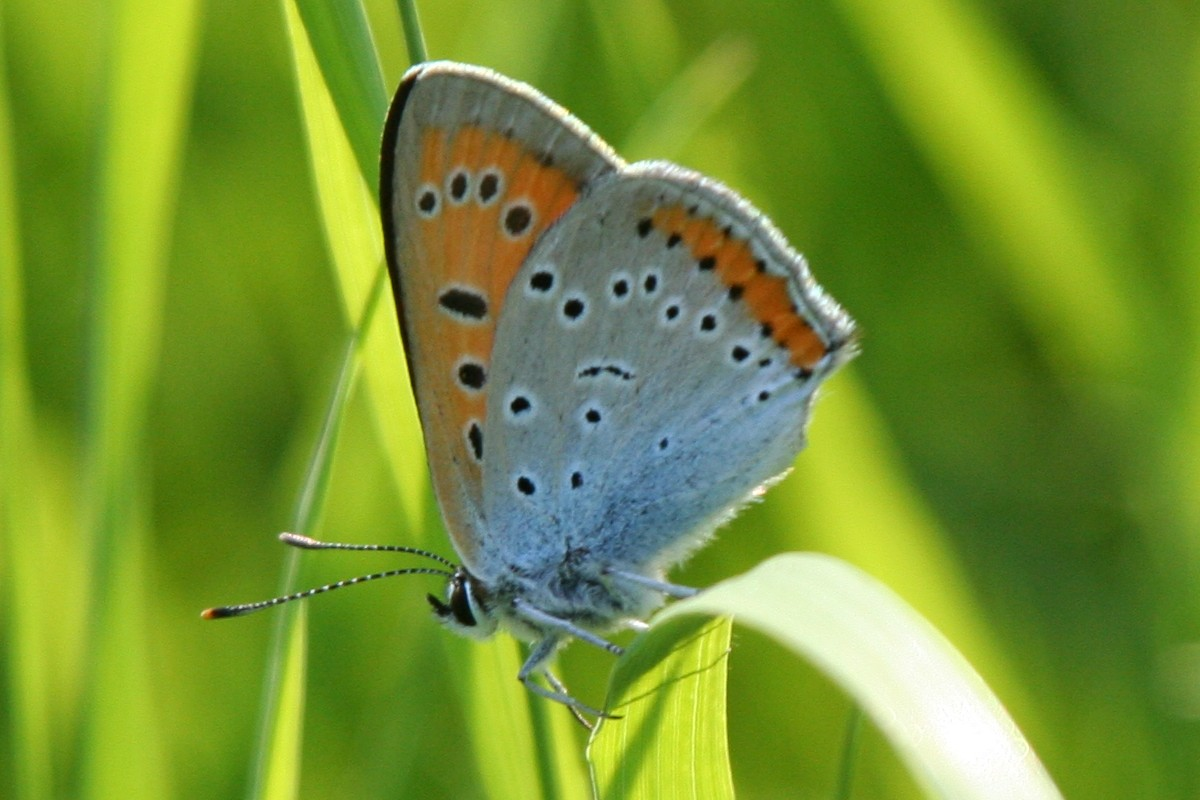
Imago fjäril, hane, undersida
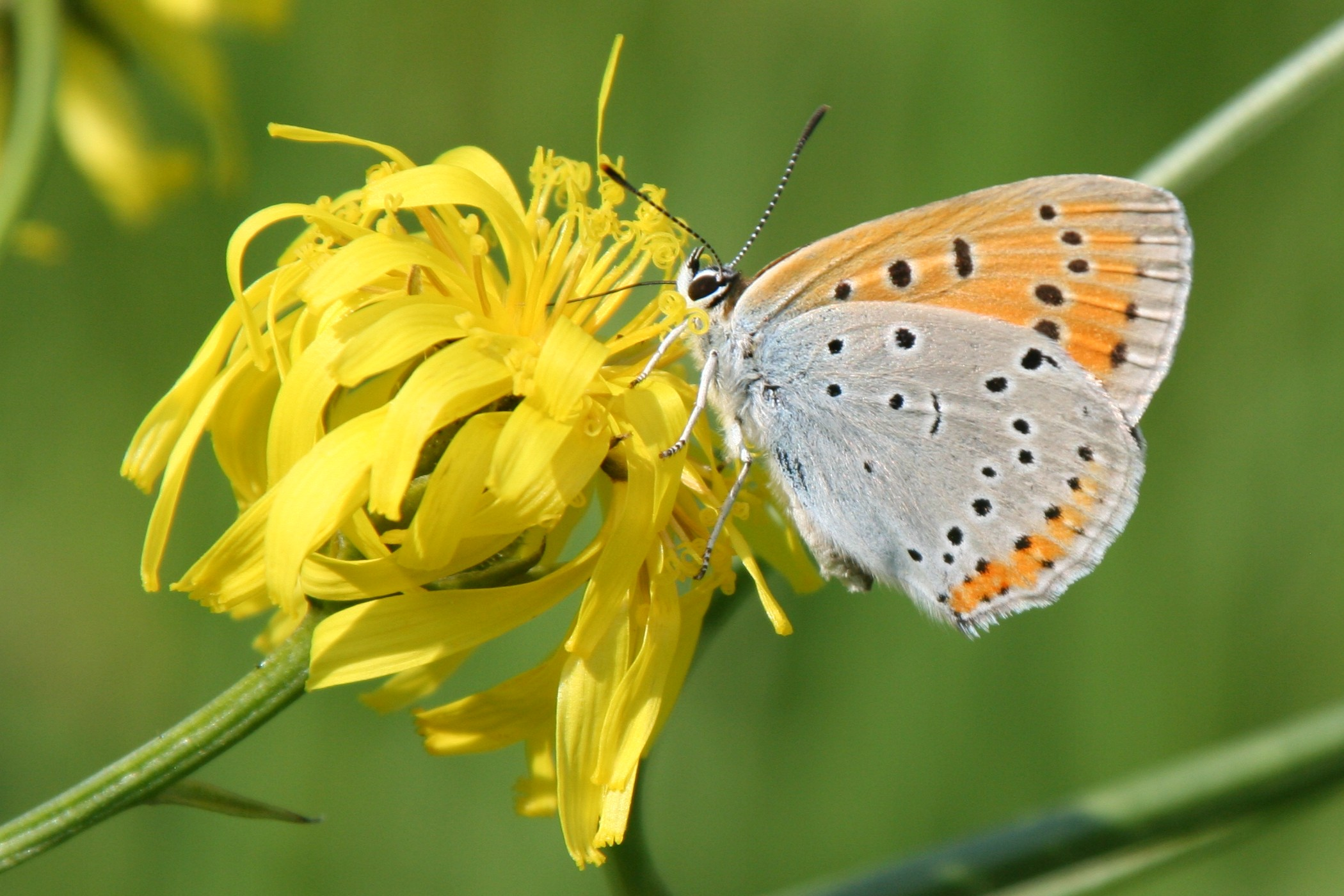
Imago fjäril, hona, undersida. Honans undersida är mycket lik hanens.

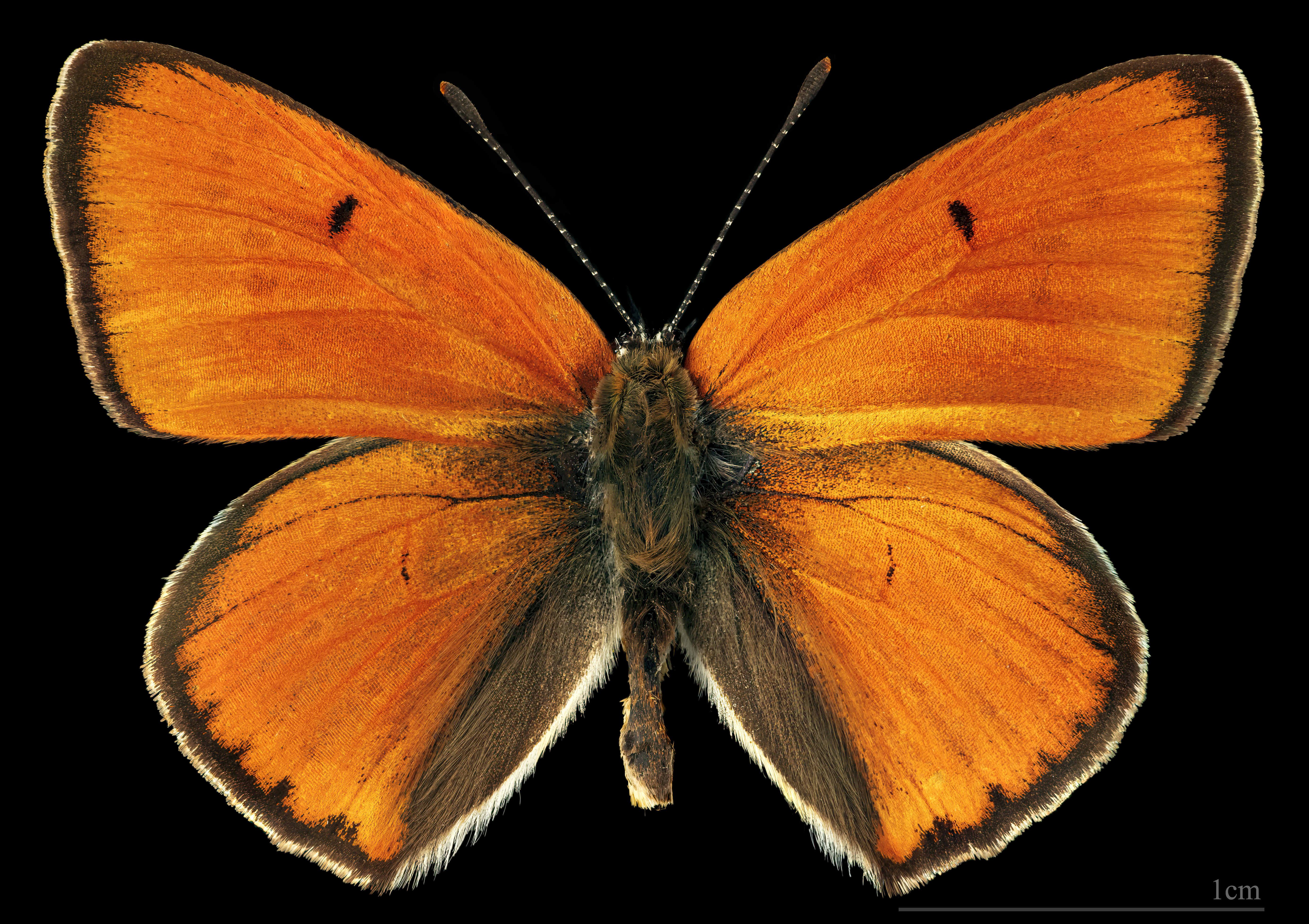
Preparerad (uppnålad) imago fjäril, hane.
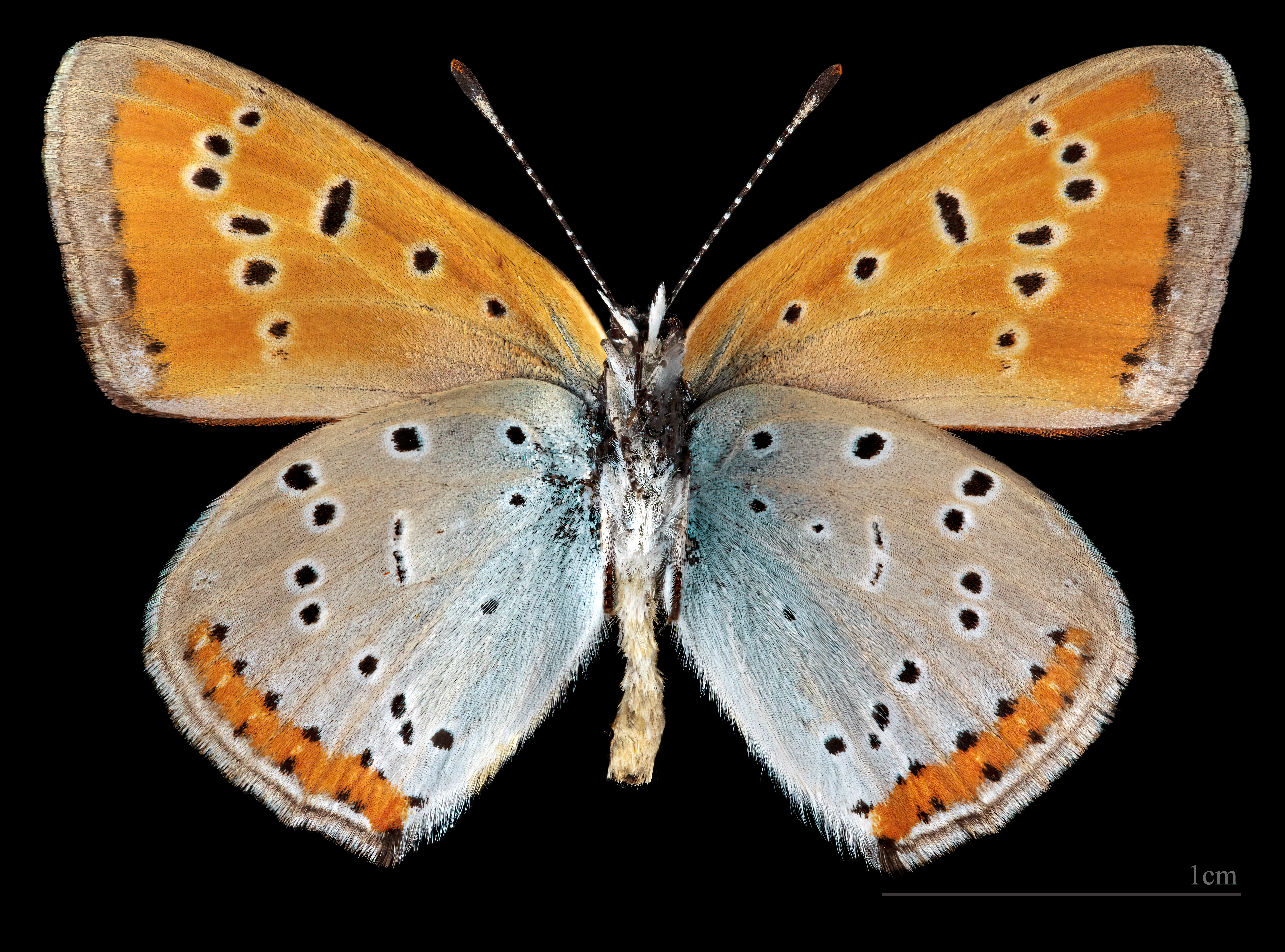
Preparerad (uppnålad) imago fjäril, hane, undersida.
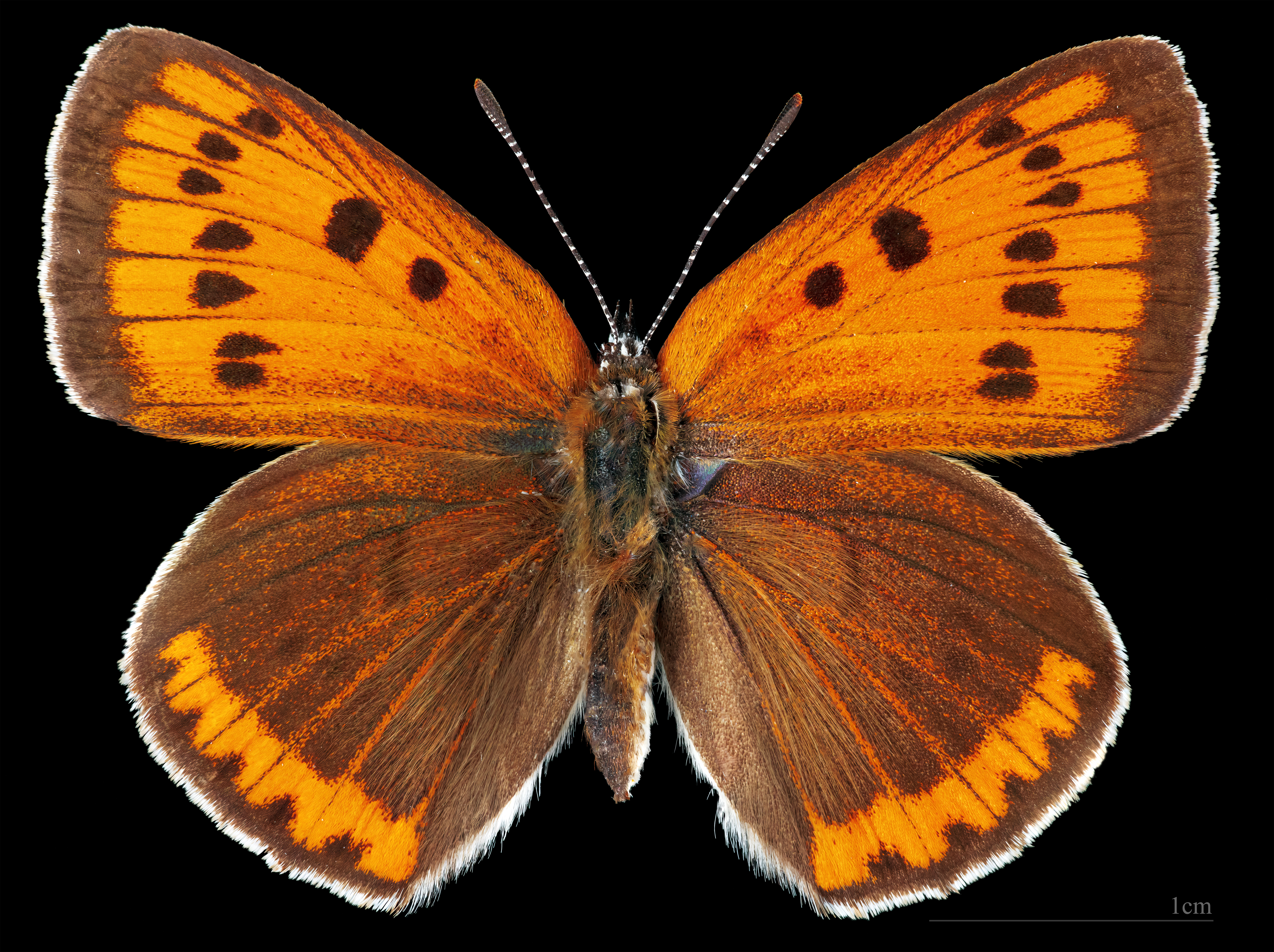
Preparerad (uppnålad) imago fjäril, hona.
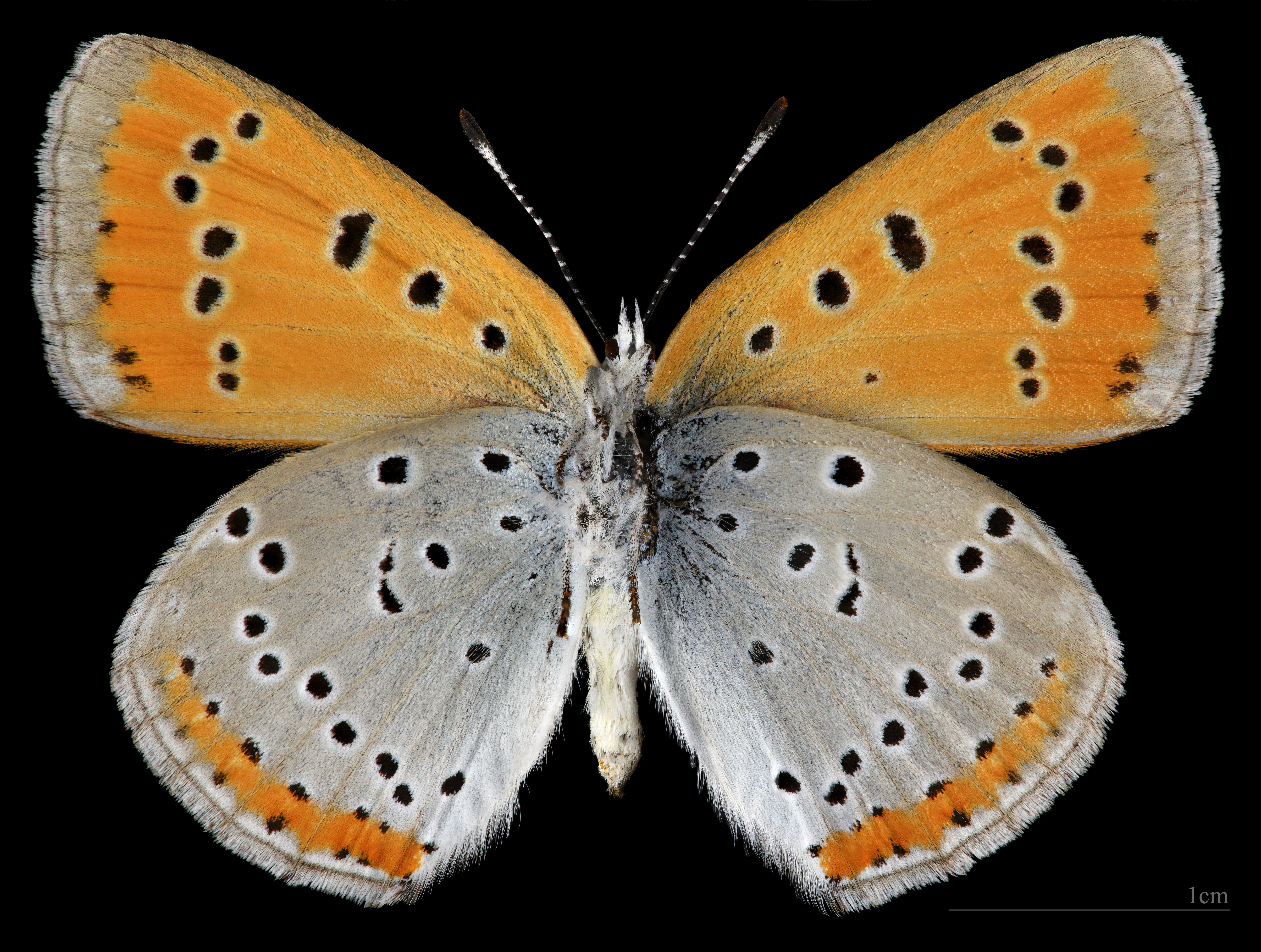
Preparerad (uppnålad) imago fjäril, hona, undersida.

## Levnadssätt
Denna fjäril, liksom alla andra fjärilar, genomgår under sitt liv fyra olika stadier; ägg, larv, puppa och fullvuxen (imago). En sådan förvandling kallas för fullständig metamorfos.
Flygtiden, den period när fjärilen är fullvuxen, infaller i norra delarna av utbredningsområdet i juni och juli, men i söder hinner den utveckla två generationer mellan maj och september. Under flygtiden parar sig fjärilarna och honan lägger äggen på värdväxternas blad. Ur ägget kläcks larven. Värdväxter, de växter larven lever på och äter av, är olika arter i skräppsläktet bland annat vattenskräppa, vippskräppa och ängssyra.
Larverna i norra delen av utbredningsområdet växer långsamt och övervintrar utan att vara helt färdigväxta. De förpuppas på försommaren året därpå. Ur puppan kläcks den fullbildade fjärilen och en ny flygtid börjar.

## Habitat och utbredning
Kärrguldvingens habitat, den miljö den lever i, är fuktiga gräsmarker.
Utbredningsområdet sträcker sig från Europa och österut genom norra och centrala Asien till Mongoliet. Den är försvunnen (RE) från Storbritannien och i världen som helhet är den upptagen som nära hotad (NT) på IUCN:s rödlista. Uppgifterna om denna art har dock inte uppdaterats sedan 1996, så kärrguldvingens aktuella status i världen är inte helt känd.
I Norden förekommer den i sydligaste Finland.

## Underarter
Vissa anser att det finns två underarter till kärrguldvinge, Lycaena dispar batavus (Oberthür, 1923) och Lycaena dispar rutilus (Werneburg, 1864). Andra anser att dessa är synonymer till eller olika former av Lycaena dispar.